# Walter Alexander Gottschalk
Walter Alexander Gottschalk (* 3. Juni 1884 in Stollberg; † nach 1961) war ein deutscher Jurist und Kommunalpolitiker (NSDAP). Er war von 1935 bis 1945 Oberbürgermeister der Stadt Döbeln in Sachsen. 

## Leben und Wirken
Nach dem Schulbesuch studierte er Rechtswissenschaften und promovierte zum Dr. jur. Zum 1. Mai 1933 trat er der NSDAP bei (Mitgliedsnummer 2.964.612). Nachdem es durch die Einführung der Deutschen Gemeindeordnung vom 30. Januar 1935 am 1. April 1935 zur Bildung des neuen Stadtkreises Döbeln aus der bezirksfreien Stadt Döbeln gekommen war, wurde er am 18. Oktober 1935 für zwölf Jahre Oberbürgermeister von Döbeln. Kurz vor Ende des Zweiten Weltkrieges floh er aus der Stadt, um etwaigen Repressalien durch die Rote Armee, die die nahezu unversehrte Stadt am 6. Mai 1945 besetzte, zu entgehen. Er ließ sich in Hamburg-Blankenese nieder und wurde Versicherungsvertreter.